# Секція збагачувальної фабрики
Секція збагачувальної фабрики – повністю відокремлена технологічна лінія, яка забезпечує виконання всіх операцій переробки корисних копалин незалежно від інших, таких самих ліній. Існують збагачувальні фабрики безсекційні, дво-, трьох- та багатосекційні. Можливе часткове секціонування фабрик, наприклад, використання єдиної системи обробки шламів для двох технологічних секцій. 